# زمین‌لرزه سپتامبر ۱۹۵۵ چین
زمین‌لرزه چین  در تاریخ ۲۳ سپتامبر ۱۹۵۵ میلادی، برابر با ‎۳۱ شهریور ۱۳۳۴، ساعت ۱۵:۰۶:۱۸ به زمان یوتی‌سی در چین رخ داد. بزرگی آن ۶٫۹ در مقیاس Ms اعلام شده‌است. زمین‌لرزه به وقت محلی در روز جمعه، ساعت ۲۳ روی داده و منطقه زمانی آن یوتی‌سی +۸ بوده‌است .
سازمان زمین‌شناسی آمریکا نیز جای این زمین‌لرزه را در مختصات ۲۶°۳۶′شمالی ۱۰۱°۴۸′شرقی / ۲۶٫۶°شمالی ۱۰۱٫۸°شرقی و بزرگی آنرا برابر با ۶٫۸ در مقیاس ریشتر اعلام کرده‌است. ژرفای گزارش شده از سوی این سازمان ۱۰ کیلومتر می‌باشد.
شمار کشتگان زلزله حدود ۵۹۳ نفر بوده‌است.